# Juan Eulogio Urriolabeitía
Juan Eulogio Urriolabeitia (La Plata, Argentina; 10 de enero de 1931-La Plata, 1 de noviembre de 1992) fue un futbolista y entrenador argentino.

## Trayectoria como futbolista
Inició su trayectoria en las inferiores de Estudiantes (LP) hasta alcanzar la primera división en los comienzos de la década del 50. El debut oficial fue en la primera fecha del campeonato de 1952, enfrentando en Rosario a Newell’s Old Boys. 
Deseado por River Plate en los años en que estaba en la primera del ‘pincha’, finalmente es comprado por los ‘millonarios’ para que juegue en el año 1957. Logró la titularidad inmediatamente y salió campeón ese mismo año.
En ese año fue convocado para integrar la Selección Argentina, jugando la Copa Roca contra su par Brasileño. En el encuentro  disputado en la ciudad de Río de Janeiro en julio de 1957, Argentina logró la primera victoria en el Macaraná frente a Brasil.                                                                                                                                                                                                                          
Continuó en River Plate en los años 1959 y 1960, hasta que en 1961 emigró hacia el Deportivo Cali de Colombia. 
En el año 1962 con Deportivo Cali obtienen el subcampeonato de Colombia. Luego pasó a jugar para Atlético Nacional Medellín Colombia donde fue su Director Técnico, circunstancia que se repite en el año 1965 para el América de Cali. En este último club es donde se retira como jugador. 
- 1952-1956  Estudiantes (LP)
- 1957-1960  River Plate
- 1957  Selección Argentina 2 partidos amistosos con Brasil futuro Campeón Mundial en Suecia 1958 su director técnico era Guillermo Antonio Stabile
- 1961-1962  Deportivo Cali
- 1963-1964  Atlético Nacional
- 1965  América de Cali

## Trayectoria como entrenador

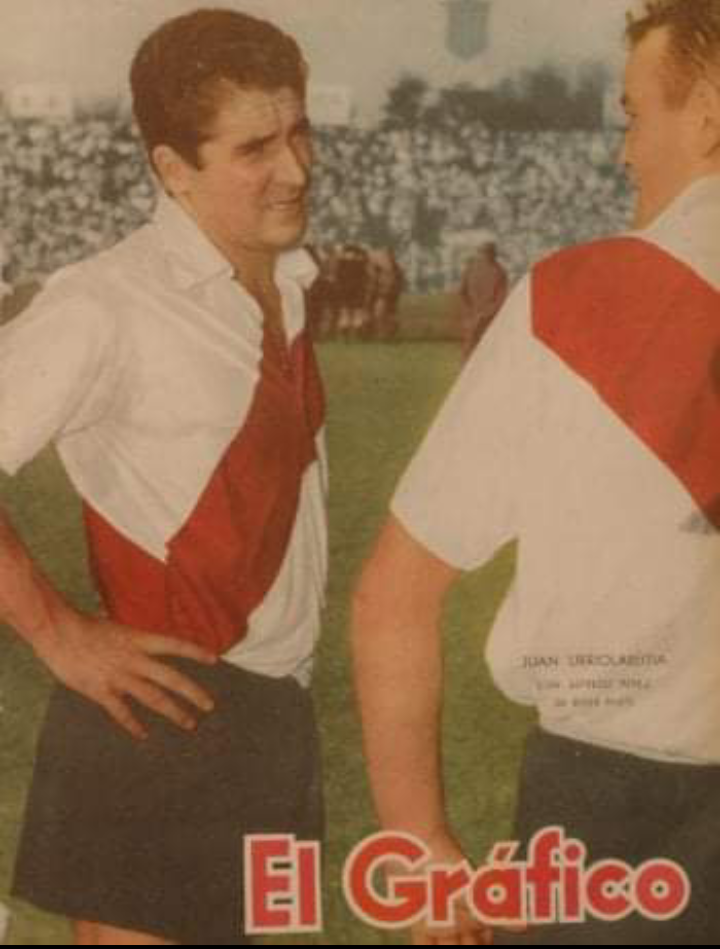
Urriolabeitia como jugador de River Plate en la tapa de la revista El Gráfico (1957).

Instalado "el vasco" en La Plata, regresa al club que lo vio nacer futbolísticamente, Estudiantes. A mitad del año 1966 se hace cargo de todas las divisiones inferiores del club por un período que duró 4 años, es decir, hasta mediados de 1970. Durante esa etapa en Estudiantes, además de estar a cargo de las Inferiores, Zubeldía le pidió a Urriolabeitia que fuera observador directo para las confrontaciones del club en la Copa Libertadores de América y, también, por la Copa Intercontinental. 	
A mitad de 1970 emprende su carrera como Director Técnico con la siguiente trayectoria: Racing Club (1970); Colón de Santa Fe (1971-1972); River Plate (1972-1973); Newell’s Old Boys (1973); Colón de Santa Fe (1974); Gimnasia y Esgrima de La Plata (1974-1975); Atlético de Tucumán (1975); Vélez Sarfield (1976); Millonarios de Bogotá, Colombia (1976); Colón de Santa Fe (1977-1978); Racing Club (1978); Estudiantes de La Plata (1979); Loma Negra (1982); Independiente Santa Fe de Bogotá, Colombia (1983-1984); y Atlético Tucumán (1987).
Una vez alejado de la Dirección Técnica, a comienzos de la década del 90, formó parte de la "Escuela de Técnicos de Fútbol, Adolfo Pedernera" de esta ciudad.
- 1966-1970  Estudiantes (LP) D.T. Gral. Div. Inferiores.
- 1970  Racing
- 1971-1972  Colón de Santa Fe
- 1972  River Plate
- 1973  Newell’s Old Boys
- 1974  Colón de Santa Fe
- 1974-1975  Gimnasia y Esgrima (LP)
- 1975  Atlético Tucumán
- 1976  Vélez Sarsfield
- 1976  Millonarios Fútbol Club de Bogotá
- 1977-1978  Colón de Santa Fe
- 1979  Estudiantes (LP)
- 1982  Club Social y Deportivo Loma Negra
- 1983-1984  Independiente Santa Fe de Bogotá
- 1987  Atlético Tucumán

## Estadísticas

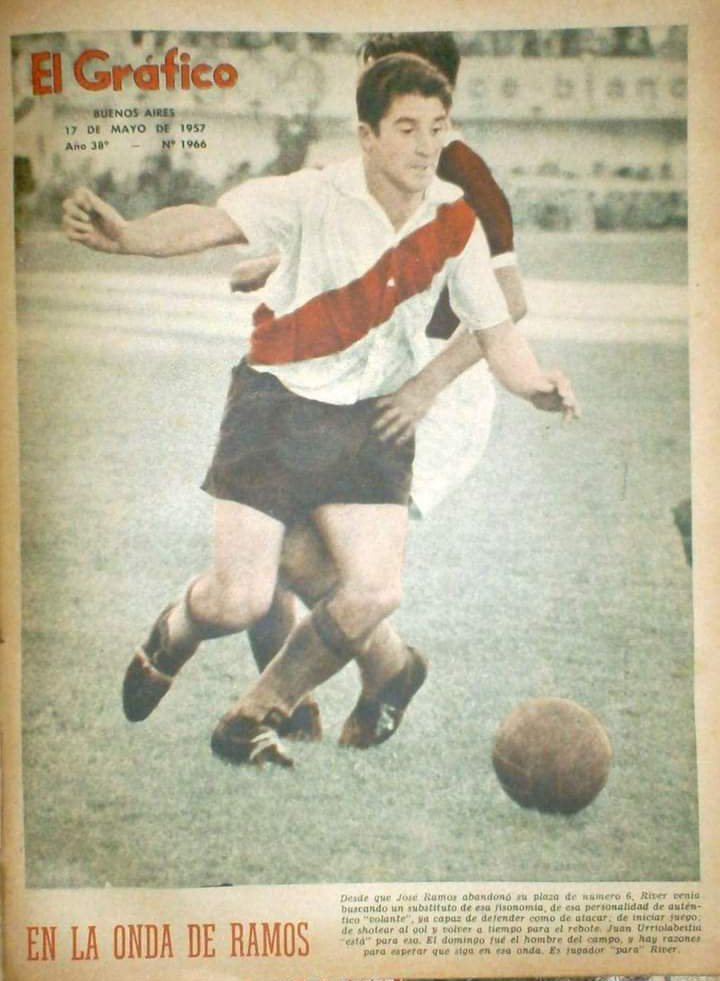
Urriolabeitia, jugador de River Plate en El Gráfico (1957).

### Como jugador
```
Jugador de Estudiantes de La Plata
: años 1952 a 1956.
```

- Partidos jugados: 84 - Goles: 15.

En los siguientes años:
- 1.ª Div. 1952:         8 partidos - 2 goles.
- Copa competencia 1952:  1 partido  - 0.
- 1.ª Div. 1953:        12 partidos - 0.
- 1.ª B. 1954:          27 partidos - 7 goles.
- 1.ª Div. 1955:        17 partidos - 2 goles.
- 1.ª Div. 1956:        19 partidos - 4 goles.

```
Jugador de River Plate
: años 1957 a 1960.
```

- Partidos jugados: 85 - Goles: 4.

(40 partidos ganados, 21 empatados y 24 perdidos)
```
Jugador de Deportivo Cali (Colombia)
: años 1961 y 1962.
```

- Partidos jugados: 83 - Goles: 22.

```
Jugador de Atlético Nacional de Medellín (Colombia)
: años 1963 y 1964.
```

- Partidos jugados: 72 - Goles: 31.

```
Jugador de América de Cali (Colombia)
: año 1965. 
```

- Partidos jugados: 29 - Goles: 8.

```
Total de partidos oficiales como jugador: 353.

Total de goles en partidos oficiales:      80.
```

### Como entrenador
```
D.T. de Racing Club
: años 1970 y 1978.
```

```
D.T. de River Plate
: años 1972 y 1973.
```

Partidos disputados: 25 / Ganados: 16 / Empatados: 3 / Perdidos: 6.
```
D.T. de Colón de Santa Fe
: años 1971, 1972, 1974, 1977 y 1978.
```

Partidos disputados: 183 / Ganados: 69 / Empatados: 53 / Perdidos: 61.
```
D.T. de Newell's Old Boys
: año 1973.
```

Partidos disputados: 15 / Ganados: 7 / Empatados: 3 / Perdidos: 5.
Goles a favor: 28 / Goles en contra: 23. 
```
D.T. de Gimnasia y Esgrima de La Plata
: años 1974 y 1975.
```

```
 
D.T. de Atlético Tucumán
: años 1975 y 1987.
```

```
  
D.T. de Vélez Sarsfield
: año 1976.
```

```
 
D.T. de Millonarios de Bogotá (Colombia)
: año 1976.
```

```
D.T. de Estudiantes de La Plata
: año 1979.
```

Partidos disputados: 32 / Ganados: 15 / Empatados: 6 / Perdidos: 11.
Goles a favor: 58 / Goles en contra: 48. 
```
 
D.T. de Loma Negra
: año 1982.
```

```
 
D.T. de Independiente Santa Fe de Bogotá (Colombia)
: años 1983 y 1984.
```